# 더마레 캐롤

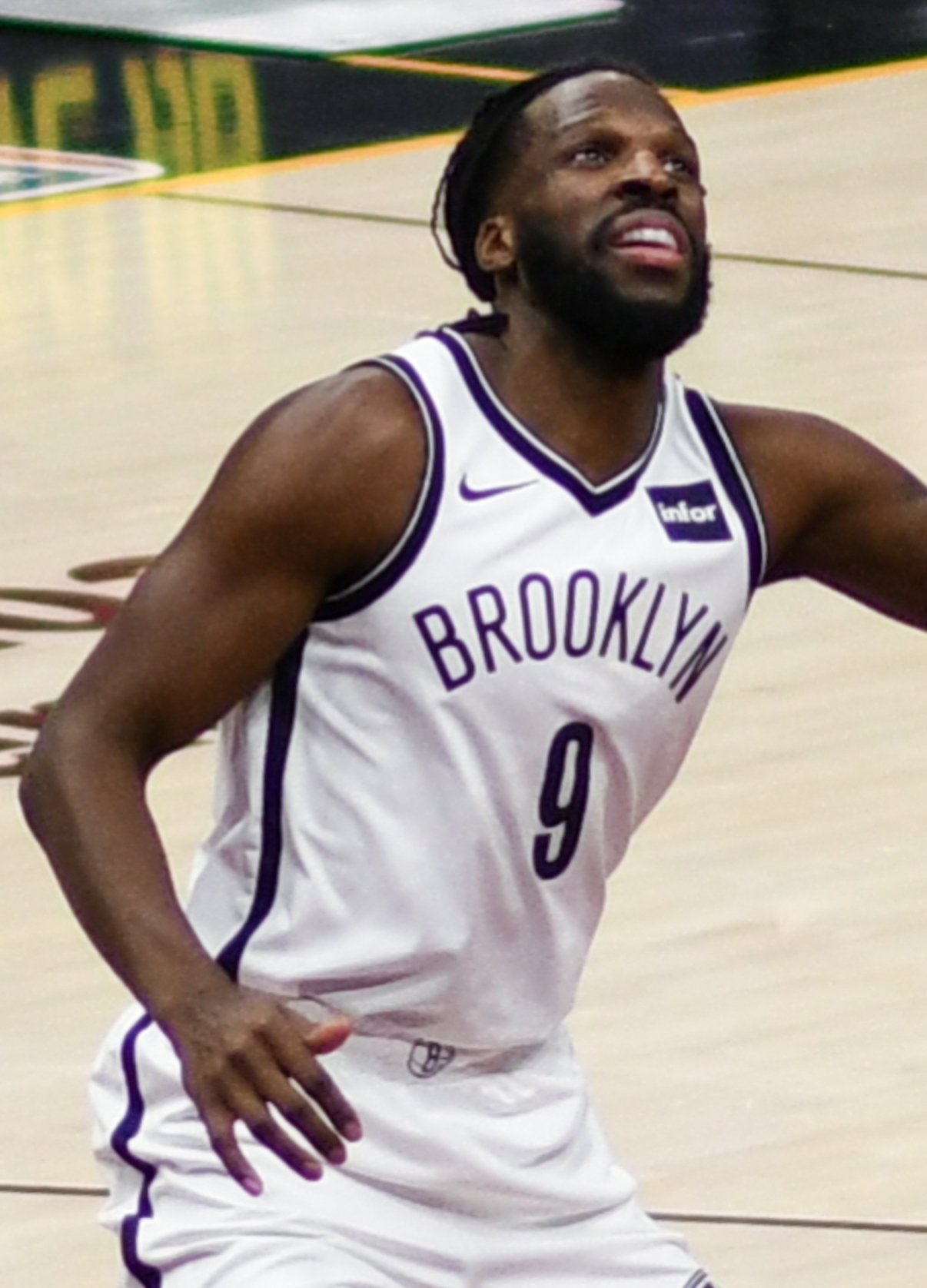

더마레 캐롤(DeMarre Carroll, 본명: DeMarre LaEdrick Carroll, 1986년 7월 27일 ~ )은 미국 프로 농구 코치이자 NBA(전미 농구 협회)의 클리블랜드 캐벌리어스의 보조 코치를 역임한 전 선수이다. 2009년 NBA 드래프트에서 멤피스 그리즐리스에 전체 27순위로 지명되었다. 캐롤은 그리즐리스, 휴스턴 로키츠, 덴버 너기츠, 유타 재즈, 애틀랜타 호크스, 토론토 랩터스, 브루클린 네츠, 샌안토니오 스퍼스에서 11시즌 동안 NBA에서 뛰었다. 밴더빌트 코모도어스와 미주리 타이거스에서 대학 농구를 했다.

## NBA 경력
- 멤피스 그리즐리스 (2009-2011)
- 휴스턴 로키츠 (2011)
- 덴버 너기츠(2011~2012)
- 유타 재즈(2012~2013)
- 애틀랜타 호크스 (2013~2015)
- 토론토 랩터스 (2015~2017)
- 브루클린 네츠 (2017~2019)
- 샌안토니오 스퍼스(2019~2020)
- 휴스턴으로 복귀 (2020)